# Cartigny
Cartigny é uma comuna suíça do Cantão de Genebra que fica rodeada Dardagny, Roussin Aire-la-Ville, Bernex, Laconnex e Avully. O Rio Ródano separa-a de Russin.
Segundo o Departamento Federal de Estatísticas Cartigny ocupa uma superfície de 4.38 km2 com zona habitável de 11 % e mais de 55 % de terreno agrícola. Fundamentalmente agrícola a população não tem aumentado muito mas passou de 507 habitantes em 1980 a 802 em 2008